# Parafia Matki Bożej Nieustającej Pomocy w Szaniawach
Parafia Matki Boskiej Nieustającej Pomocy w Szaniawach-Matysach – parafia rzymskokatolicka w Szaniawach-Matysach
Parafia erygowana w 1992 roku. Obecny kościół został wybudowany w 1983 roku przez ks. Józefa Huszaluka.
Terytorium parafii obejmuje Szaniawy-Matysy oraz Szaniawy-Poniaty.